# Learner Tien
Learner Tien (n. 2 decembrie 2005, Irvine, California, SUA) este un jucător profesionist american de tenis. Cea mai bună clasare a carierei sale la simplu este locul 114 mondial, în noiembrie 2024, iar la dublu, locul 732, în ianuarie 2025.

## Viața privată
S-a născut în 2005 în Irvine, un oraș din Orange County, California de Sud, într-o familie de imigranți vietnamezi. Prenumele Learner (student, învățăcel) se referă la profesia mamei sale, profesoară de matematică. Numele surorii mai mari, Justice (Justiție), a fost derivat din profesia tatălui ei, avocat imobiliar⁠(d). Tatăl lui, Khuong Dan Tien, care juca tenis în mod recreativ, a devenit primul său antrenor.
În primăvara anului 2023, a început să joace tenis universitar la Universitatea din California de Sud din Los Angeles.

## Carieră profesională
La doar 16 ani, Tien a câștigat Campionatul Național USTA Boys 18s 2022, ceea ce i-a adus un wild card pe tabloul principal la US Open 2022. Acest lucru a făcut din el cel mai tânăr jucător care a concurat pe tabloul principal de simplu masculin de la US Open de la un Donald Young în vârstă de 16 ani la acea vreme care a jucat la US Open 2005. El a pierdut în patru seturi în fața favoritului 32 Miomir Kecmanović.
În august 2023, el a primit un wildcard la US Open 2023, dar a pierdut în fața lui Frances Tiafoe în prima rundă.

### 2024: Primele titluri Challenger și sferturi de finală ATP, top 125
În iulie, Tien a primit și un wildcard pentru Cranbrook Tennis Classic 2024 din Bloomfield Hills, Michigan, unde a ridicat primul său titlu Challenger. El a devenit cel mai tânăr campion Challenger american din 2016, de la Frances Tiafoe în vârstă de 18 ani când a câștigat la Granby, Canada. La sfârșitul lunii iulie el a ajuns din nou în sferturile de finală la Chicago 2024 Challenger masculin și a ajuns în top 250 în clasament la 29 iulie 2024.
A ajuns în a doua sa semifinală Challenger a sezonului, învingându-l pe Hong Seong-chan, cap de serie numărul opt. A pierdut în fața lui Yunchaokete Bu, punând capăt unei serii de 28 de victorii consecutive în turneele ITF și ATP Challenger. O săptămână mai târziu, a ajuns și în sferturile de finală la 2024 Lexington Challenger, dar a pierdut în fața lui Hugo Grenier. S-a calificat pe tabloul principal la Winston-Salem Open 2024. Acolo l-a învins pe Fábián Marozsán, cap de serie nr. 9, și pe Thiago Seyboth Wild și a ajuns în primul său sfert de finală ATP. El a devenit cel mai tânăr sfertfinalist american la nivel de circuit ATP de la Brandon Nakashima în 2020. Ca urmare, el a urcat 40 de poziții în clasamentul de simplu, ajungând pe locul 191 mondial la 26 august 2024.
A câștigat al doilea său titlu Challenger la Las Vegas, învingându-l pe Tristan Boyer, și a urcat încă 40 de poziții în clasamentul de simplu, ajungând la un nou record al carierei, nr. 151 la 16 septembrie 2024. A ajuns în primii 125 în clasament, la nr. 124 mondial pe 14 octombrie 2024, în urma unui alt titlu la Challengerul de la Fairfield, după ce a jucat o finală de 39 de minute, cel mai scurt meci de campionat din istoria Challenger, împotriva lui Bernard Tomic. El a devenit al patrulea american care a câștigat trei titluri ATP Challenger Tour înainte de a împlini 19 ani, după Taylor Fritz, Andy Roddick și Sam Querrey. Ca urmare, la 26 noiembrie 2024, la 18 ani, Tien s-a calificat pentru Finala ATP Next Generation 2024.

### 2025: Debut la Australian Open, top 100
Clasat pe locul 121, Tien și-a făcut debutul la Australian Open după ce s-a calificat pe tabloul principal. L-a învins pe Camilo Ugo Carabelli în prima rundă, fiind prima sa victorie de Grand Slam. Apoi l-a învins pe Daniil Medvedev, al cincilea favorit, pentru prima sa victorie în top 10 și top 5, după ce a câștigat tie-break-ul de 10 puncte în setul al cincilea, un meci care s-a încheiat la ora 3 dimineața la Melbourne. La 19 ani, el a devenit cel mai tânăr jucător american care a ajuns în runda a treia la acest turneu în ultimii 35 de ani, de la Pete Sampras în 1990.